# Eucarta
Eucarta là một chi bướm đêm thuộc họ Noctuidae.

## Loài
- Eucarta actides (Staudinger, 1888)
- Eucarta amethystina (Hübner, [1803])
- Eucarta arcta (Lederer, 1853)
- Eucarta curiosa (Draudt, 1950)
- Eucarta fasciata (Butler, 1878)
- Eucarta fuscomaculata (Bremer & Grey, 1853)
- Eucarta griseata (Leech, 1900)
- Eucarta virgo - Silvery Gem (Treitschke, 1835)